# Naroa Agirre
Naroa Agirre Camio (San Sebastián, 15 maggio 1979) è un'ex astista spagnola di origine basca.
Detentrice, dal 2007, del record nazionale indoor della specialità, ha vinto 5 titoli nazionali ed ha partecipato a due edizioni consecutive dei Giochi olimpici nel 2004 e 2008. Agirre ha lavorato anche come attrice, apparendo nel programma televisivo basco Goenkale.

## Palmarès
| Anno | Manifestazione             | Sede              | Evento           | Risultato | Prestazione | Note                                     |
| ---- | -------------------------- | ----------------- | ---------------- | --------- | ----------- | ---------------------------------------- |
| 2001 | Giochi del Mediterraneo    | Tunisi            | Salto con l'asta | 5ª        | 3,80 m      |                                          |
| 2002 | Europei                    | Monaco di Baviera | Salto con l'asta | 10ª       | 4,30 m      |                                          |
| 2003 | Europei indoor             | Birmingham        | Salto con l'asta | 12ª (q)   | 4,10 m      |                                          |
| 2003 | Mondiali                   | Saint-Denis       | Salto con l'asta | 13ª (q)   | 4,25 m      |                                          |
| 2004 | Mondiali indoor            | Budapest          | Salto con l'asta | 14ª (q)   | 4,20 m      |                                          |
| 2004 | Campionati ibero-americani | Huelva            | Salto con l'asta | Oro       | 4,30 m      |                                          |
| 2004 | Giochi olimpici            | Atene             | Salto con l'asta | 6ª        | 4,40 m      |                                          |
| 2005 | Europei indoor             | Madrid            | Salto con l'asta | 10ª (q)   | 4,30 m      |                                          |
| 2005 | Mondiali                   | Helsinki          | Salto con l'asta | 9ª        | 4,35 m      |                                          |
| 2006 | Mondiali indoor            | Mosca             | Salto con l'asta | 6ª        | 4,50 m      |                                          |
| 2006 | Europei                    | Göteborg          | Salto con l'asta | 7ª        | 4,45 m      |                                          |
| 2007 | Europei indoor             | Birmingham        | Salto con l'asta | 13ª (q)   | 4,40 m      |                                          |
| 2007 | Mondiali                   | Osaka             | Salto con l'asta | 13ª (q)   | 4,50 m      | Record nazionale                         |
| 2008 | Mondiali indoor            | Valencia          | Salto con l'asta | 9ª        | 4,40 m      |                                          |
| 2008 | Giochi olimpici            | Pechino           | Salto con l'asta | 13ª (q)   | 4,40 m      |                                          |
| 2009 | Mondiali                   | Berlino           | Salto con l'asta | 21ª (q)   | 4,40 m      | Miglior prestazione personale stagionale |
| 2010 | Campionati ibero-americani | San Fernando      | Salto con l'asta | 4ª        | 4,20 m      |                                          |
| 2010 | Europei                    | Barcellona        | Salto con l'asta | 14ª (q)   | 4,25 m      |                                          |
| 2011 | Europei indoor             | Parigi            | Salto con l'asta | 15ª (q)   | 4,15 m      |                                          |
| 2012 | Europei                    | Helsinki          | Salto con l'asta | 25ª (q)   | 4,05 m      |                                          |
| 2013 | Giochi del Mediterraneo    | Mersin            | Salto con l'asta | Argento   | 4,40 m      |                                          |
| 2014 | Europei                    | Zurigo            | Salto con l'asta | 16ª (q)   | 4,35 m      |                                          |
| 2015 | Mondiali                   | Pechino           | Salto con l'asta | 16ª (q)   | 4,45 m      |                                          |